# Norberto Galasso
Norberto Galasso (Buenos Aires, 28 de julio de 1936) es un ensayista e historiador revisionista argentino. Estudió en la Facultad de Ciencias Económicas de la Universidad de Buenos Aires, de donde egresó como contador, en 1961. 
A fines de los años cincuenta, sus inquietudes políticas lo impulsaron a leer a Marx, Trotski, entre otros, y se familiarizó con los conceptos de lucha de clases, plusvalía, explotación. En 1964 se incorpora al Partido Socialista de la Izquierda Nacional PSIN que lideraba Jorge Abelardo Ramos, ocupando la secretaría de Finanzas de la Mesa Ejecutiva Nacional. Sin embargo, con la llegada del peronismo al poder, Galasso confronta sus ideales de la izquierda marxista y cambia su trayectoria hacia el nacionalismo popular que llevaba las banderas de Perón, la tercera posición y se vincula a la Juventud Peronista (Montoneros). Galasso es autor de más de cincuenta ensayos, antologías, estudios históricos, políticos y diversas investigaciones. En 1973 trabajó como síndico en la Editorial Universitaria de Buenos Aires, dirigida entonces por Arturo Jauretche, de la que renuncia al poco tiempo por diferencias con la gestión.. Durante la última dictadura militar fueron censurados sus libros Vida de Manuel Ugarte y ¿Qué es el socialismo nacional?.
En 2007 participó  en la miniserie histórica Voces, con guion del dramaturgo Enrique Papatino.
En 2014 fue declarado "Embajador de la cultura popular argentina"
Desde julio de 2017 conduce el programa de radio "Galasso de Media Cancha" todos los lunes a las 16:30 en Radio Caput.

## Obras
Es autor de una gran cantidad de obras:

No es poca cosa que un pensador haya defendido la misma causa por más de cuarenta años; más aún cuando esas ideas constituyen las principales defensas de la Nación y su pueblo contra los proyectos de dominación.
El Forjista (revista)

Coordinó el libro Los malditos ―de cuatro tomos― donde repasó la vida y obra de cientos de hombres y mujeres que fueron olvidados por la Historia oficial.
Ha reivindicado las figuras de Manuel Ugarte (1875-1951), Arturo Jauretche (1901-1974) y Raúl Scalabrini Ortiz (1898-1959).
En 1963, la editorial Coyoacán publicó Mariano Moreno y la revolución nacional.
En Discépolo y su época, Galasso mostró como las letras de los tangos del gran Discepolín (1901-1951) se vinculaban estrechamente a los acontecimientos que se sucedían por aquellos años.
En honor a Raúl Scalabrini Ortiz hizo dos libros: Scalabrini Ortiz y Raúl Scalabrini Ortiz y la lucha contra dominación inglesa.
En diciembre de 1985, la editorial Roberto Vera publicó una de las obras más interesantes de Galasso: Imperialismo y pensamiento colonial en la Argentina donde, entre otros temas, el autor puntualiza y documenta de manera pormenorizada la influencia extranjera recibida por nuestra cultura en las artes, en particular en literatura, música, pintura, arquitectura, cinematografía y teatro.
Jauretche y su época. De Irigoyen a Perón, es otro libro dedicado al militante de FORJA.
En 1994 se publicó La Revolución de Mayo: el pueblo quiere saber de qué se trató.
Manuel Ugarte: un argentino maldito, donde se puede apreciar la lucha de este socialista (1875-1951) que vislumbró los beneficios de la unidad de las naciones latinoamericanas en una única Patria grande.
J. J. Hernández Arregui: del peronismo al socialismo, es un aporte para conocer en profundidad la vida de este militante pergaminense (1913-1974) autor de La formación de la conciencia nacional.
La militancia de Jorge Abelardo Ramos (1921-1994) y su grupo puede leerse en La izquierda nacional y el FIP.
En 2004 fue editado Seamos libres y lo demás no importa nada, una biografía del general José de San Martín.
En 2005 apareció Perón, obra de dos volúmenes.
En 2006 publicó La larga lucha de los argentinos y cómo la cuentan las diversas corrientes historiográficas.
En 2011 publicó De Perón a Kirchner: Apuntes sobre la historia del peronismo.
En 2013 publicó el libro Jauretche y su época
En el año 2014 también escribió "Pensamiento nacional para principiantes", donde desarrolla de una manera simple y clara las corrientes de pensamiento de Arturo Jauretche, John Cook y Juan José Hernández Arregui, entre otros destacados pensadores argentinos. 
En la actualidad dirige el periódico en línea Señales populares.
En 2014, Galasso, con Lucrecia Cardoso (presidenta del INCAA) y el director del centro cultural Enrique Santos Discépolo firmaron un convenio para la edición y difusión de la serie de videos La otra historia.

## Premios y distinciones
- Doctor honoris causa de la Universidad del Comahue.[1]
- Premio especial RNA de Honor a la trayectoria otorgado por Radio Nacional.[12]

## Pensamiento político
Me afilié al partido de Jorge Abelardo Ramos, del PSIN (Partido Socialista de la Izquierda Nacional). En el año 1963 o 1964 me vinculé a ellos, hasta 1971, en un congreso en el cual me retiré porque se produjo una fuerte polémica y entendí que en algunas actitudes de Ramos había demasiado oportunismo, cosa que se verificó años más tarde (se hizo menemista). En los años setenta estuve muy cercano a la Juventud Peronista, a pesar de que yo ya no era tan joven. Fui síndico de Eudeba [la editorial de la Universidad de Buenos Aires] en 1973, después durante un tiempo [trabajé] en la editorial universitaria con Jauretche, y después hemos armado con algunos excompañeros (generalmente también provenientes de la Izquierda Nacional) y armamos un centro de estudios «Felipe Varela», un centro de estudios «Enrique Santos Discépolo», un centro cultural que todavía lo tenemos. Es decir: hemos tratado de dar la pelea en el debate ideológico y también a veces directamente en la parte política. Yo también fui candidato a diputado con Abel Alexis Latendorf, en 1999. Un partidito muy chiquito (con él) que no sacamos nada de votos, no teníamos recursos.
Norberto Galasso, entrevista telefónica, 12 de junio de 2009.